# جان گرووز (بازیکن فوتبال)
جان گرووز (انگلیسی: John Groves; ۱۶ سپتامبر ۱۹۳۳ – ۲۶ ژوئن ۲۰۱۷) بازیکن فوتبال اهل بریتانیا بود.
از باشگاه‌هایی که در آن بازی کرده‌است می‌توان به باشگاه فوتبال لوتون تاون و باشگاه فوتبال ای‌اف‌سی بورنموث اشاره کرد.